# Zeche Forelle
Die Zeche Forelle ist ein ehemaliges Steinkohlebergwerk in Dortmund-Brünninghausen. Das Bergwerk befand sich südlich der Emscher im heutigen Naturschutzgebiet Bolmke.

## Geschichte
Die Zeche ist vor das Jahr 1744 datiert. Die Kohlen wurden zunächst über einen Stollen, der in die Emscher entwässerte, gefördert. Dieser wurde auch von der Nachbarzeche  Alte Weib genutzt. Später wurden die Schächte Wesel, Friedrich und der Kunstschacht Philipp geteuft. Ab 1814 wurde Tiefbau betrieben. Im Jahr 1820 konsolidierten beide Bergwerke zur neuen Zeche Vereinigte Forelle & Alte Weib.